# Shagufa Noorzai
 (août 2021).
Shagufa Noorzai (en pachto : شګوفه نورزﺉ), née vers 1996, est une femme politique afghane. Militante pour les droits des femmes, elle est élue députée lors des élections législatives de 2018. Elle est pourchassée par les talibans après la chute de Kaboul en 2021.

## Biographie
Shagufa Noorzai est issue d'une famille de la province du Helmand.
Après des études dans le domaine médical achevées en 2015, elle  suit un cursus de droit et sciences politiques jusqu'en 2018, avant d'entamer à Kaboul un master dans le même champ d'études. 
Très rapidement, elle s'investit dans la société civile pour notamment défendre les droits des femmes.
Lors des élections législatives de 2018, elle se présente dans la province du Helmand. Elle est élue à l'âge de 24 ans, et est la plus jeune députée du Wolesi Jirga, la chambre basse afghane. Pendant son mandat, elle continue à dénoncer les féminicides et, à l'occasion de l'assassinat de la journaliste Mina Mangal, elle rappelle ceux de Farkhunda Malikzada, de Baby Mahsa, ou de Bibi Aisha.
Après l'arrivée des talibans au pouvoir, elle déclare dans un tweet que ceux-ci sont à sa recherche et ont saccagé sa maison, et qu'elle s'est enfuie mais n'a aucun endroit où se réfugier.
Elle continue à se cacher malgré les injonctions des talibans indiquant qu'ils ne feraient aucun mal, et est évacuée en Grèce par des ONG avec sa famille, tout d'autres députées et femmes en grave danger, en octobre 2021. Après avoir constitué un réseau sécurisé avec ces femmes, elle forme un parlement en exil afin de peser sur les décisions internationales pesant les femmes en Afghanistan,tout en se disant consciente de leur faible poids. Elle fait en 2022 une demande de visa pour le Canada et s'installe à Ottawa en avril. 